# Metropolitana di Shenzhen
La metropolitana di Shenzhen è il principale sistema di transito rapido della città di Shenzhen, di proprietà della Metro Shenzhen Company Ltd. (SZMC). L'iniziale rete di metropolitane venne inaugurata il 28 dicembre 2004, rendendo la metropoli la quinta città nella Cina continentale ad avere una metropolitana, dopo Pechino, Tianjin, Shanghai e Canton.
Al giugno 2022, la rete era composta da 16 linee, 306 stazioni e 555.6 km di tracciato, rendendola la quarta più estesa della Cina e la sesta più estesa al mondo.

## Linee
|  | Linea    | Percorso                              | Inaugurazione | Ultima estensione | Lunghezza | Stazioni |
|  | -------- | ------------------------------------- | ------------- | ----------------- | --------- | -------- |
|  | Linea 1  | Luohu - Airport East                  | 2004          | 2011              | 41,04     | 30       |
|  | Linea 2  | Chiwan - Xinxiu                       | 2010          | 2011              | 35,78     | 29       |
|  | Linea 3  | Yitian - Shuanglong                   | 2010          | 2011              | 41,66     | 30       |
|  | Linea 4  | Futian Checkpoint - Qinghu            | 2004          | 2011              | 19,96     | 15       |
|  | Linea 5  | Qianhaiwan - Huangbeiling             | 2011          | —                 | 40,00     | 27       |
|  | Linea 6  | Songgang - Science Museum             | 2020          | —                 | 49,4      | 27       |
|  | Linea 7  | Xili Lake - Tai'an                    | 2016          | —                 | 30,3      | 28       |
|  | Linea 9  | Hongshuwan South - Wenjin             | 2016          | —                 | 25,33     | 22       |
|  | Linea 10 | Futian Checkpoint - Shuangyong Street | 2020          | —                 | 29,3      | 24       |
|  | Linea 11 | Futian - Bitou                        | 2016          | —                 | 51,94     | 18       |

## Espansioni
- La linea 3 sarà estesa a sud fino a Futian Bonded Area con un nuovo tratto di 1,5 km.
- La linea 2 prevede la costruzione di tre nuove fermate fino a Liantang per 3,8 km di tracciato aggiuntivo.
- La linea 4 sarà estesa dall'attuale capolinea Qinghu alla nuova stazione di Niuhu, per un totale di 8 nuove fermate e 10,8 km.
- La linea 6 vedrà la creazione di un ramo a nord dal Science Museum a Guangming attraverso 6,4 km di nuova linea.

Le prime tre estensioni sono incluse in un pacchetto di opere il cui completamento è previsto entro Ottobre 2020. L'estensione della linea 6 sarà invece realizzata entro il 2022.

## Nuove Linee
- Linea 8 (fucsia - Yantian line)

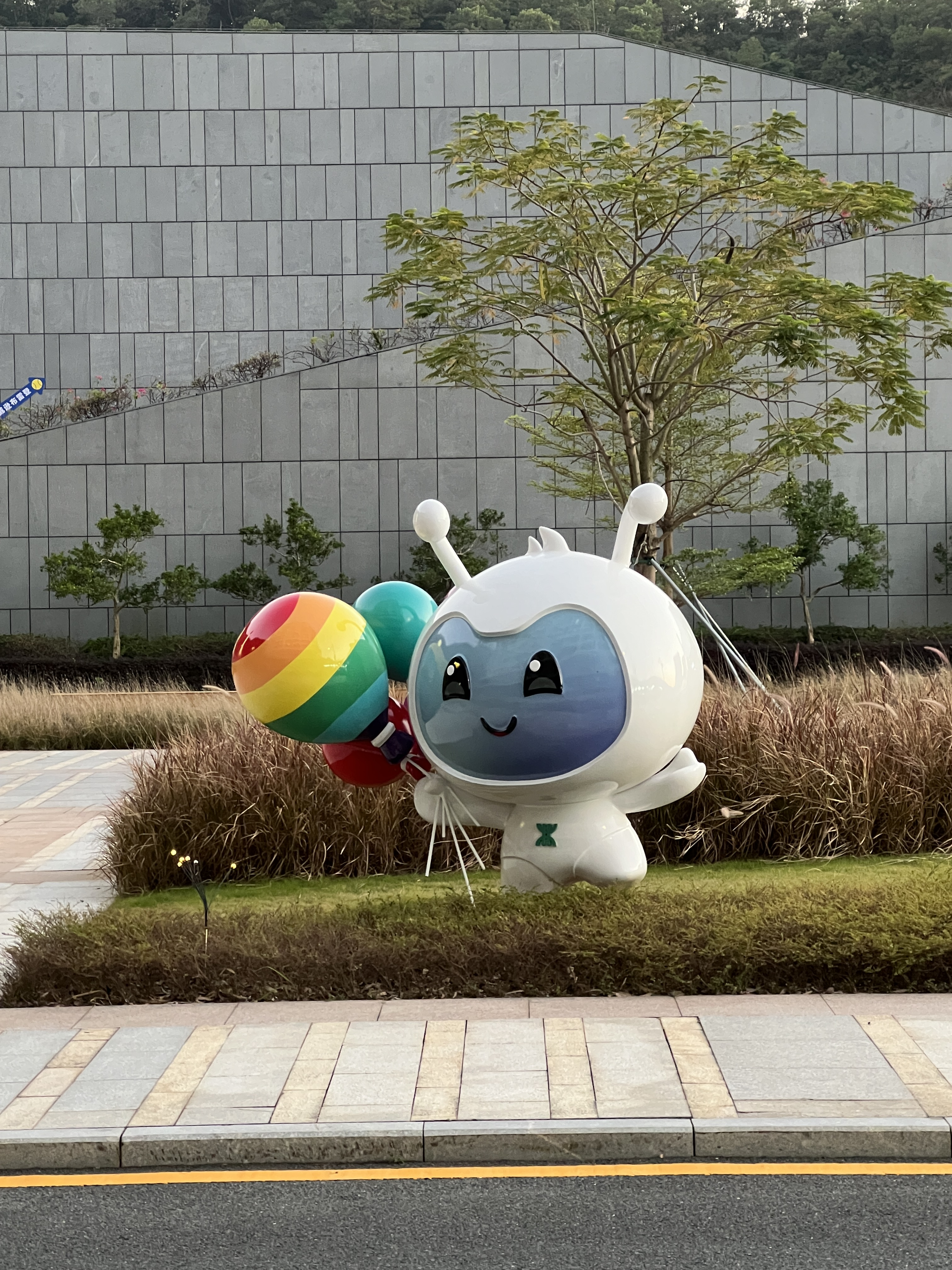
Mascotte - Tiebao

La linea sarà un tracciato di 13,4 km e 7 stazioni da Liantang a Yantian Road. I lavori sono iniziati a dicembre 2015 e dovrebbero terminare entro ottobre 2020.
- Linea 12 (viola)

La linea 12 sarà lunga 40,5 km con 33 stazioni. Collegherà Zuopaotai a Haishangtianyuan Est. L'apertura è prevista per il 2022.
- Linea 13 (ambra - Shiyan Line)

La linea 13 sarà lunga 22,4 km, conterà 16 stazioni e collegherà Shenzhen Bay Checkpoint a Shangwu. L'apertura dovrebbe avvenire entro il 2022.
- Linea 14 (grigia - East Express Line)

La linea 14 si estenderà per 50,3 km di lunghezza totale e con 17 stazioni collegherà Gangxia Nord a Shatian. Come la linea 12 e 13, dovrebbe essere operativa nel 2022.
- Linea 16 (verde chiaro)

La linea avrà un tracciato di 29,2 km e 24 stazioni, collegando Universiade a Tianxin. Sarà terminata entro il 2023.